# يان دالريمبل
يان دالريمبل (بالإنجليزية: Ian Dalrymple)‏ هو كاتب سيناريو ومونتير ومنتج أفلام ومخرج جنوب أفريقي، ولد في 26 أغسطس 1903 في جوهانسبرغ في جنوب أفريقيا، وتوفي في 28 مارس 1989 في لندن في المملكة المتحدة.

## وصلات خارجية
- يان دالريمبل على موقع IMDb (الإنجليزية)
- يان دالريمبل على موقع ألو سيني (الفرنسية)
- يان دالريمبل على موقع أول موفي (الإنجليزية)
- يان دالريمبل على موقع قاعدة بيانات الأفلام السويدية (السويدية)
- يان دالريمبل على موقع قاعدة بيانات الفيلم (الإنجليزية)
- يان دالريمبل على موقع كينوبويسك (الروسية)